# Морской узел (понятие)

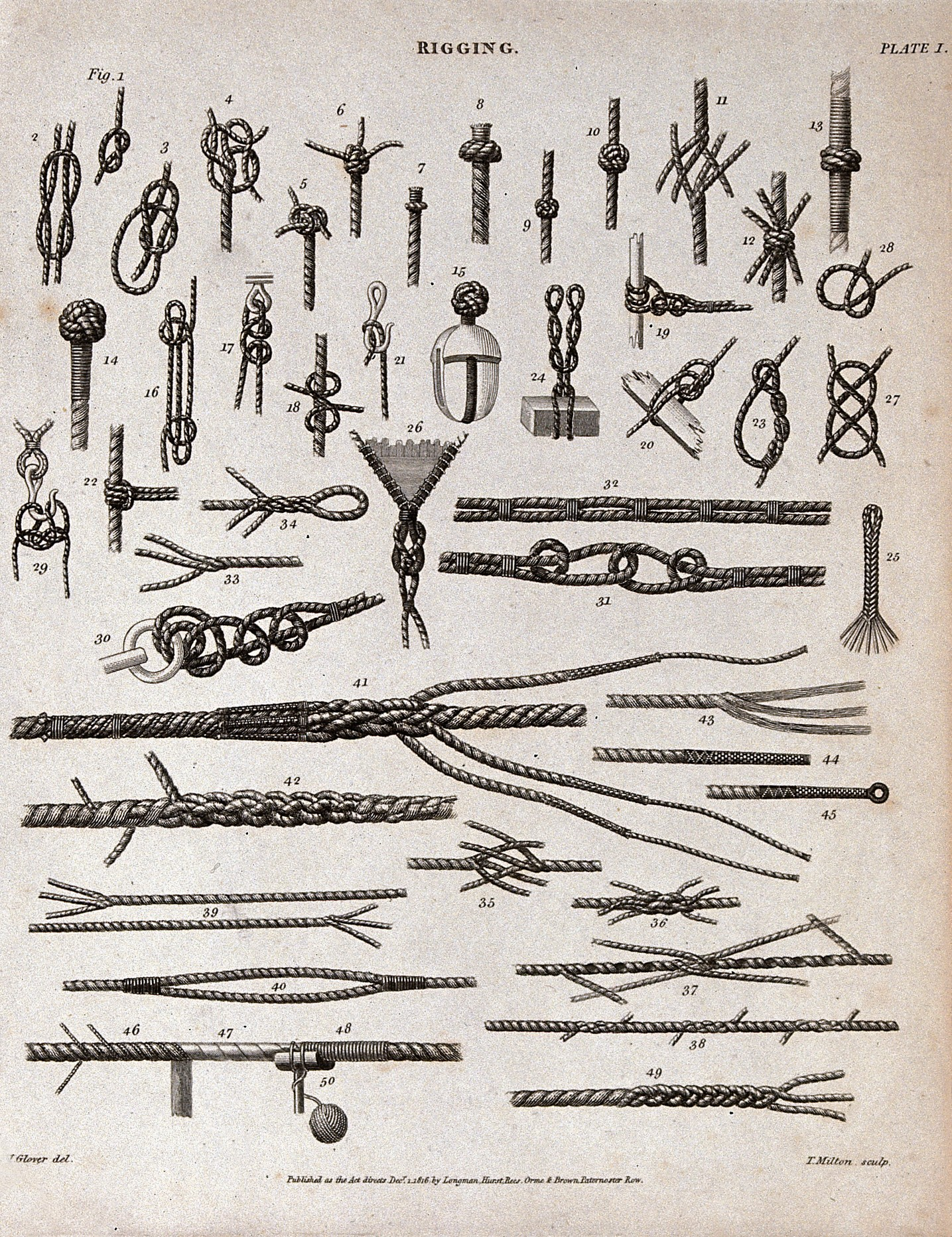
1. Простой узел
2. Прямой узел
3. Булинь
16. Колышка
18. Выбленочный узел
19. Штык с двумя шлагами
23. Удавка
24. Кошачья лапа
26. Шкотовый узел
27. Плоский узел
29. Узел для уменьшения длины стропа
30. Якорный узел
31. Соединение двух тросов полуштыками
32. Бензель
34. Огон
36. Короткий сплесень
38. Длинный сплесень
42. Сплесень

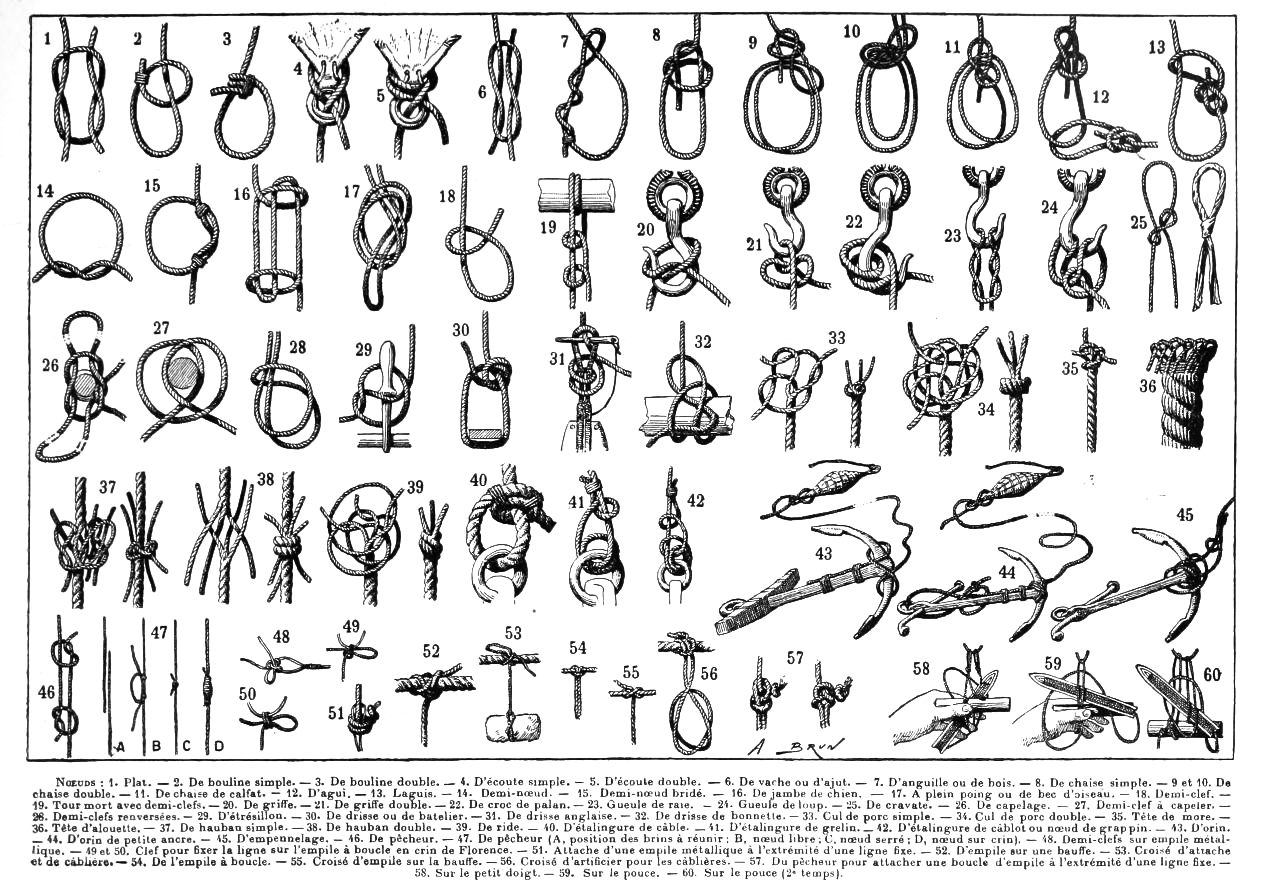
1. Прямой узел
2. Полуштык с прихваткой
4. Шкотовый узел
5. Брам-шкотовый узел
6. Воровской узел
7. Удавка
8. Булинь
9. Встречный булинь
10. Двойной беседочный узел
12. Соединение двух тросов булинями
13. Бегущий булинь
14. Полуузел
15. Кренгельс
16. Колышка
17. Петля
18. Полуштык
19. Простой штык со шлагом
20. Гачный узел
22. Гачный узел со шлагом
23. Кошачья лапа
25. Лисель-галсовый узел
26. Французский топовый узел
27. Выбленочный узел
28. Глухая петля
29. Сваечный узел
32. Лисельный узел
41. Полуштык со шлагом и прихваткой
42. Якорный узел
43. Буйрепный узел
46. Рыбацкий узел

Морско́й у́зел (англ. sailors’ knots — «матросские узлы») — собирательное название обывателей для группы «морских» узлов — подобно группам узлов: «любовных», «ткацких», «хирургических», «мясничих», «мельничных». Хотя сами моряки не называют корабельные узлы «морскими».

## Описание
Растительные тросы на парусном флоте — тяжёлые и жёсткие (пропитанные солью), поэтому «морские» узлы должны обладать возможностью быть легко развязываемыми после нагрузки так, чтобы не было нужды в использовании свайки, которая повреждает волокна растительного троса, намокшего в солёной морской воде. Из-за воздействия влажного морского воздуха и солёной морской воды тросы из растительного материала (пеньки, сизали) «закусывает» так, что их трудно «раздёрнуть», поэтому на флоте принято завязывать узлы с петлёй на завершающем этапе узловязания. От надёжности узлов зависит безопасность корабля, поэтому «морские» узлы должны не развязываться самопроизвольно при постоянной нагрузке или после её снятия, а также должны не «ползти» при переменной нагрузке.
В основе оснастки корабля стоят узлы, а механика управления парусами строится на тросах с блоками. На парусниках все снасти крепят при помощи тросов, узлов, блоков, талей. В связи с необходимостью надёжного закрепления мачт, реев, парусов, создания множества такелажных снастей, всё это способствовало появлению «морских» узлов. От экипажа парусника требовали знание такелажного дела — умение делать сплесень, огон, бензель, схватку, марку, кноп, мусинг, вязать маты, ремонтировать шитьём парус. Каждый матрос на паруснике обязан уметь быстро и правильно вязать узлы, даже в темноте во время шторма на высоких мачтах. «Морские» узлы — необходимы, чтобы пришвартовываться, привязывать кранцы, поднимать груз, «брать на буксир», «брать рифы».
В морском деле каждый узел имеет строго определённое предназначение, поэтому многие «морские» узлы названы:
- По наименованию снастей, на которых их применяли (шкотовый, брам-шкотовый, булинь, фаловый, выбленочный, гинцевый, сезнёвочный, рифовый, быстроразвязывающийся рифовый, лисель-галсовый, лисельный)
- По названию предметов (сваечный, гачный, шлюпочный, бочечный, топовый, юферсный, буйрепный, мачтовый, паловый, якорный, гафельный, гамачный)
- По названию специальностей (мичманский, устричниковый, докерский, воровской, палачевая, рыбацкая петля, матросская, такелажниковая, парусниковая, марка связиста)
- Названия некоторых «морских» узлов указывают на национальный флот, откуда заимствованы узлы (испанский, португальский, французский, фламандский, голландский, английский, турецкий)[13] и марки (португальская, французская, американская)

## Классификация
В яхтинге «морские» узлы разделяют на 3 основные группы:
- Связывающие узлы (рифовый, быстроразвязывающийся рифовый, плоский, кинжальный, сезнёвочный, сплесень, огон, схватка, бензель, марка)
- Крепёжные узлы для «бегучего» такелажа, швартовки, буксировки, леерного ограждения борта корабля, подъёма на мачты (булинь, голландский булинь, выбленочный, задвижной штык, мичманский, шкотовый, брам-шкотовый, стопорный, буйрепный, гафельный, докерский, коечный, лисель-галсовый, лисельный, фаловый, мачтовый, обратный, паловый, топовый, юферсный, шлюпочный, штык, штык со шлагом, штык с двумя шлагами)
- Погрузочные узлы (беседочный, гачный, бочечный, кошачья лапа, амфорный)

## Требования
На флот набирали моряков из низших слоёв общества, которые были неграмотными, различных национальностей и возраста. Поэтому к узлам на парусном корабле предъявлялись определённые требования:
- Особый узел предназначен для конкретного вида такелажных работ[13] (гинцевый, шкотовый, выбленочный; у моряка не должно быть выбора из нескольких узлов в напряжённой ситуации)
- Должен быть простым и легкозапоминающимся (особый быстрый способ вязки)
- Должен быть надёжным (не развязываться самостоятельно)
- Должен иметь возможность быть быстро развязанным (зачастую иметь петлю для лёгкого развязывания)

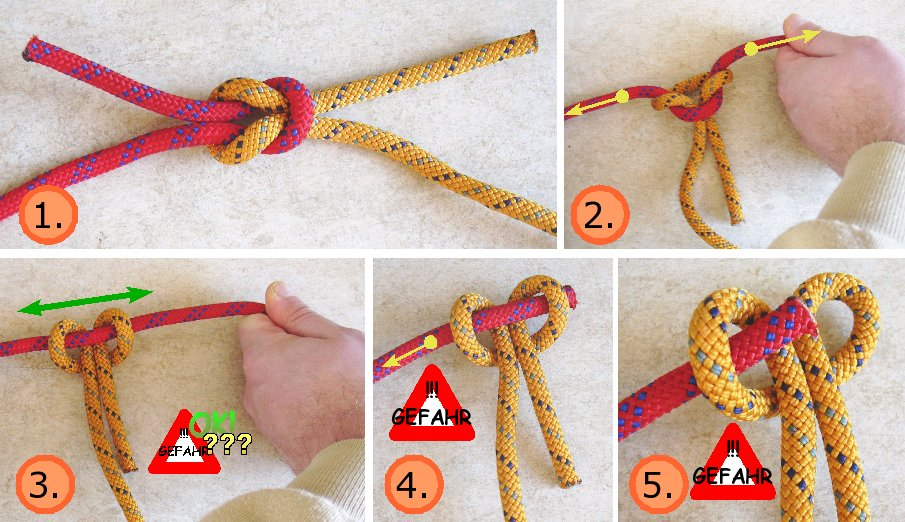
Морской способ «раздёргивания» (быстрого развязывания) «рифового» узла — одновременно резко дёрнуть в противоположные стороны за ходовой и коренной концы узла
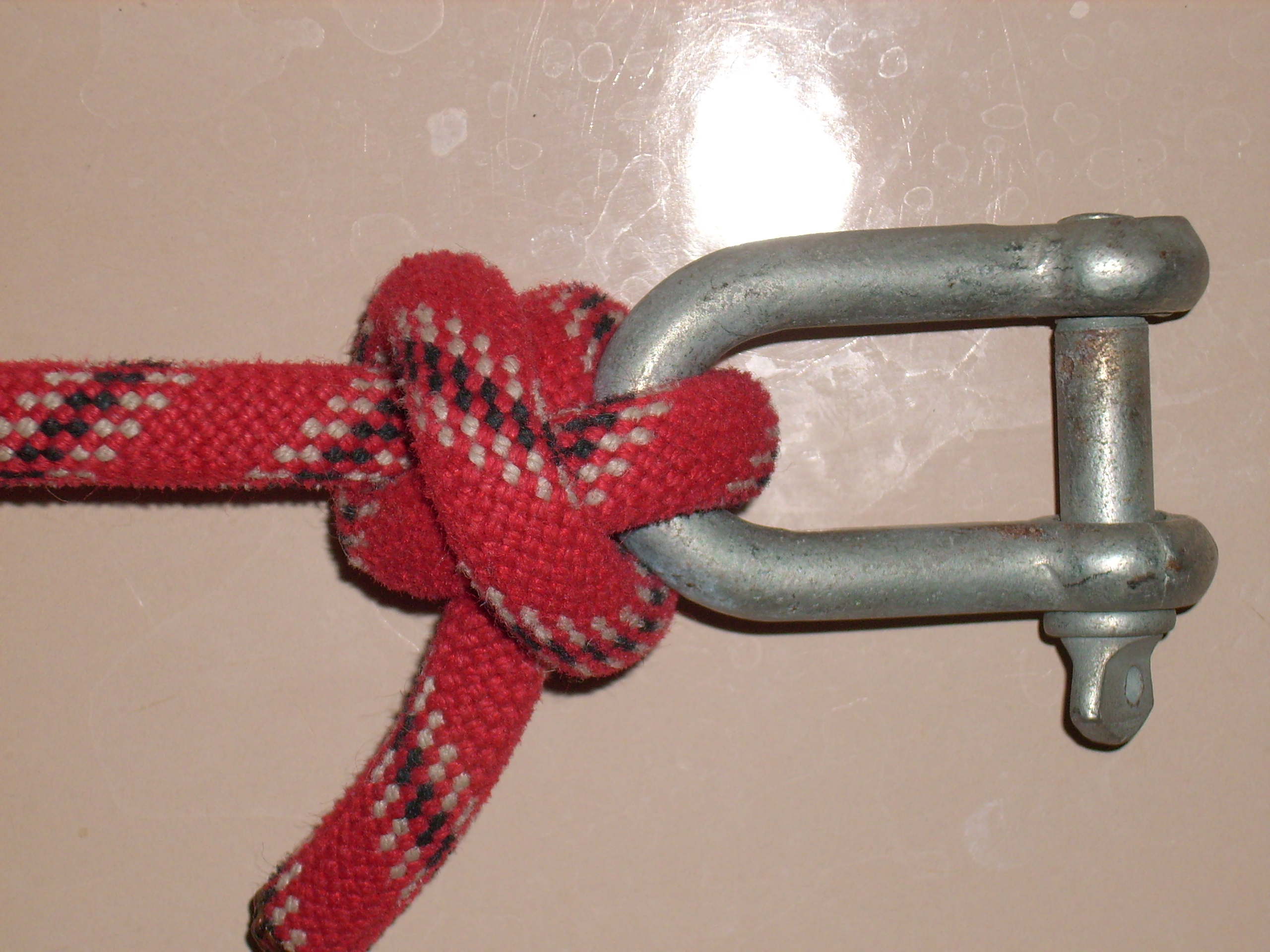
Морской соединяющий узел «лисель-галсовый»
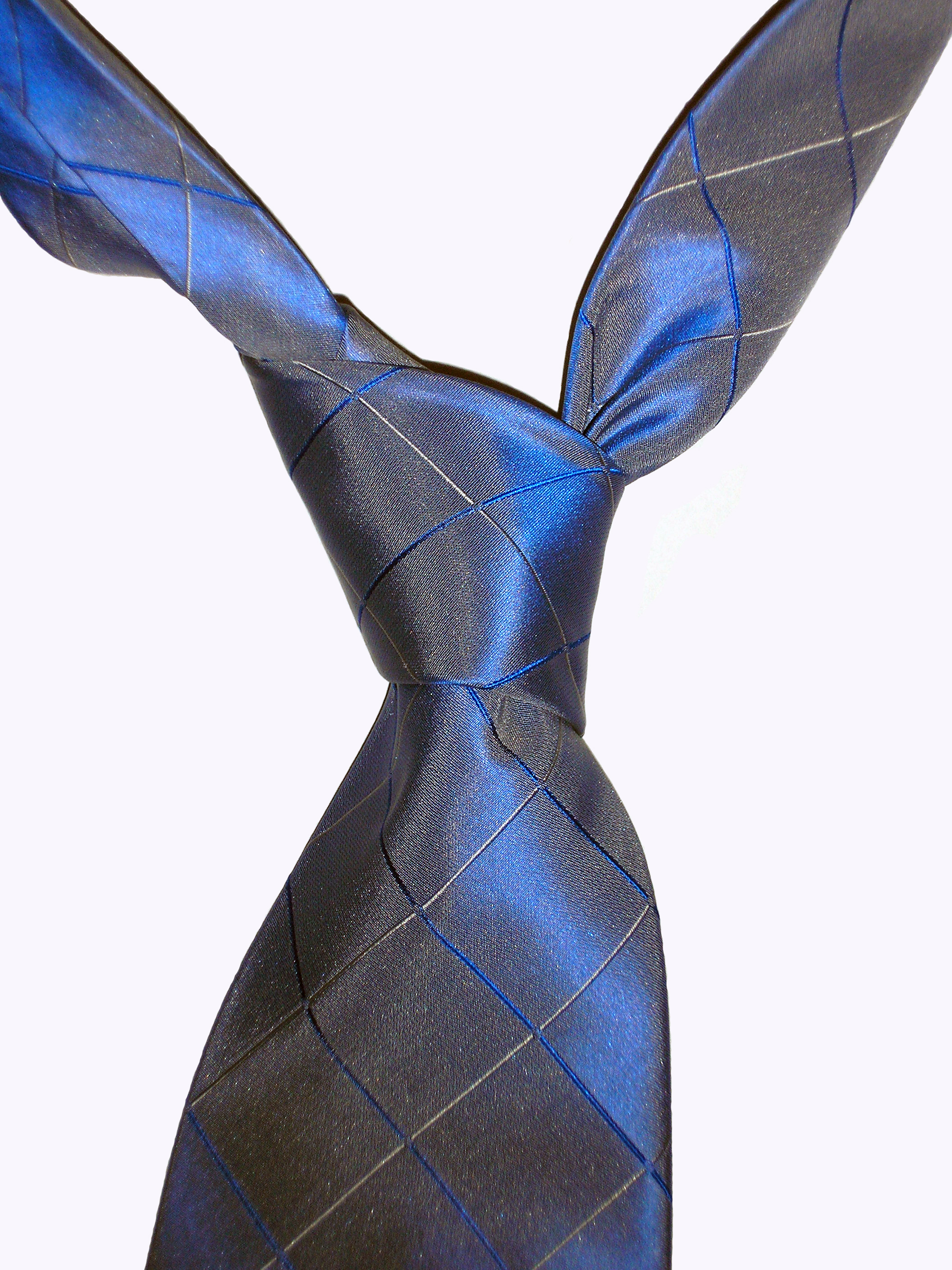
Галстучный узел «Четвёрка», который заимствовали у моряков (фото лисель-галсового узла слева)